# Vasylivka
Vasylivka (in ucraino Василівка?; in russo Васильевка?, Vasil'evka) è una città ucraina (12 567 abitanti) nel distretto di Vasylivka, nell'oblast' di Zaporižžja. Ospita l'amministrazione del distretto di Vasylivka e  della comunità territoriale di Vasylivka, una delle comunità territoriali dell'Ucraina..